# Start Me Up
Singles de The Rolling Stones
She's So Cold
(1981) Waiting on a Friend
(1981)
Start Me Up est une chanson des Rolling Stones parue en single le 14 août 1981, puis sur l'album Tattoo You le 24 août de la même année. Elle s'est classée no 1 en Australie, no 2 aux États-Unis et no 7 au Royaume-Uni.
En 1981, le groupe a prévu une énorme tournée mondiale qui doit durer jusqu'à l'année suivante et doit trouver de nouvelles chansons pour les concerts. Un nouvel album rassurerait également les fans quant à l'avenir du groupe, en raison d'une relation conflictuelle entre Mick Jagger et Keith Richards. La tournée approchant, le temps manque pour un album, mais l'ingénieur du son Chris Kimsey propose aux Stones de chercher dans les prises des trois ou quatre précédents albums du groupe afin de chercher les chansons sur lesquelles ils pourraient travailler.
Kimsey retrouve Start Me Up, que Richards a laissé de côté car il trouvait que c'était « comme quelque chose déjà entendu à la radio ». Le riff du guitariste était à l'origine un riff reggae, mais Kimsey trouve des prises du riff d'une tonalité rock, rapporte les bandes au groupe, qu'il retravaille immédiatement et l'enregistre en six heures. Alors que Jagger aimait reprendre les chansons enregistrées et les modifier, il n'en a rien fait sur Start Me Up, laissé comme telle avec un son brut. À noter que Keith Richards n'a jamais vraiment apprécié le morceau.

## Musiciens
- Mick Jagger : Chant, chœurs
- Keith Richards : guitare électrique, chœurs
- Ronnie Wood : guitare électrique, chœurs
- Bill Wyman : basse
- Charlie Watts : batterie

## Musiciens additionnels
- Mike Carabello: cloche à vache
- Barry Sage : claquements de mains

## Classements hebdomadaires
| Classement (1981)                      | Meilleure place |
| -------------------------------------- | --------------- |
| Royaume-Uni (UK Singles Chart)         | 7               |
| États-Unis (Hot 100)                   | 2               |
| États-Unis (Mainstream Rock)           | 1               |
| Suisse (Schweizer Hitparade)           | 5               |
| Allemagne (Media Control AG)           | 36              |
| Autriche (Ö3 Austria Top 40)           | 14              |
| Pays-Bas (Single Top 100)              | 5               |
| Belgique (Flandre Ultratop 50 Singles) | 7               |
| Suède (Sverigetopplistan)              | 14              |
| Norvège (VG-lista)                     | 8               |
| France (IFOP)                          | 10              |
| Israël                                 | 3               |
| Portugal                               | 1               |

## Dans la culture populaire
- La chanson a été utilisée pour la promotion de Windows 95 lors de sa sortie.

- Dans le film Le Fan de Tony Scott sorti en 1996, le personnage de Gil Renard incarné par Robert De Niro écoute la chanson dans sa voiture en compagnie de son fils auquel il dit avoir assisté à l'enregistrement de la chanson avec son ami Mick Jagger en 1978 (sic)
- Le 9 janvier 2023, le premier lancement d'une fusée dans l'espace depuis le Royaume-Uni s'est conclu par un échec. L'entreprise chargée du lancement spatial, Virgin Orbit, avait donné à la mission le nom de cette chanson[14].